# Уридин
Уриди́н – хімічна сполука природного походження, глікозильоване похідне піримідину, складається з урацилу приєднаного до цукрового залишку, рибофуранози через β-N1-глікозидний зв'язок.
Уридин є одним з п'яти найпоширеніших нуклеозидів, складових компонентів нуклеїнових ксилот; іншими є аденозин, тимідин, цитидин та гуанозин. Для позначення цих нуклеозидів використовуються однолітерні скорочення: U, A, T, C та G відповідно. Хоча, тимідин ще також позначається як 'dT' ('d' від 'деокси') оскільки він може містити тільки 2'-деоксирибофуранозний залишок а не рибофуранозний як в уридині. Тимідин був знайдений тільки в дезоксирибонуклеїновій кислоті (ДНК) але не в рибонуклеїновій кислоті (РНК). І навпаки, уридин входить до складу РНК, але не ДНК. Інші три нуклеозиди можуть входити як до складу ДНК, та і до складу РНК; само собою, в РНК вони входять у вигляді похідних рибофуранози (позначаються як A, C та G) тоді як в ДНК — у вигляді похідних 2-дезоксирибофуранози (позначаються dA, dC та dG).

## Роль в гліколізі
Уридин відіграє роль гліколізі галактози. Галактоза сама по собі не може бути катаболізована через гліколіз. Тому, галактоза конвертується в глюкозу та потім розкладається гліколітичним шляхом. Спочатку галактоза конвертується в 1-фосфо-галактозу (Gal-1-P), а потім реагує з UDP-глюкозою (глюкоза ковалентно з'єднана з уридин-дифосфатом, UDP). Цей процес каталізується галактозо-1-фосфат уридил трансферазою та переносить UDP на галактозу.